# Вейроттер, Франц Эдмунд
Франц Эдмунд Вейроттер, также Вайроттер (нем. Franz Edmund Weirotter; 29 мая 1733, Инсбрук — 11 мая 1771, Вена) — австрийский живописец-пейзажист и график, мастер офорта. Романист. Работал в Вене, Париже и Риме.

## Биография
Франц Эдмунд Вейроттер потерял родителей в возрасте семи лет и до четырнадцати лет воспитывался тётей в Инсбруке. В то время он выучился рисовать и копировать картины, а его первое знакомство с живописью состоялось в мастерской Франца Михаэля Хюбера из Инсбрука.
Его обучение в Венской академии изобразительных искусств задокументировано с 1751 по 1755 год.
Затем он работал с различными заказчиками и коллекционерами живописи. Во время своего первого пребывания в Париже (1759—1763) он познакомился с Иоганном Георгом Вилле. Дружеские отношения с Вилле и общение в кругу парижских художников привели к изменению характера творчества Вейроттера. Вилле предпочитал работать на пленэре (на открытом воздухе), чтобы тренировать глаз, развивать чувство цвета и делать людей более восприимчивыми к красоте природы. Позднее он использовал свои этюды для офортов. При этом Вейроттер, в отличие от ведутистов, отказался от документальной точности в изображении пейзажа в пользу индивидуального восприятия.
Стипендия Королевской академии живописи и скульптуры в Париже позволила Вейроттеру провести год в Риме (1763—1764). Вилле дал ему рекомендательные письма к Иоганну Иоахиму Винкельману и Антону Рафаэлю Менгсу, что открыло ему доступ в ведущие немецкие художественные круги в Риме. Контакты с французскими художниками были установлены через Французскую академию в Риме. Во время своего пребывания в Италии Вейроттер также посетил окрестности Рима и Тиволи, а также Ливорно, Витербо и Флоренцию.
Во время второго пребывания в Париже (1764—1767) Вейроттер подружился с Якобом Маттиасом Шмутцером, другим австрийским учеником Вилле. Когда в 1766 году Шмутцер отправился в Вену в качестве директора недавно основанной им Академии гравюры на меди (Kupferstecher-Akademie), он добился назначения Вейроттера профессором пейзажного рисунка. Вейроттер должен был вести уроки на открытом воздухе и обучать учеников рисованию пейзажа.
Два пейзажа Вейроттера хранятся в собрании санкт-петербургского Эрмитажа.

## Галерея
- По пути в Рим. 1764. По рисунку Этьена де Лавалле-Пуссена. Офорт
- Путешествие в Рим. 1764. Офорт
- Вид руин по берегу Тибра. 1760-е. Офорт
- Пирамида Цестия у ворот Сан-Паоло. Ок. 1764. Офорт
- Пейзаж с хижиной у реки. Между 1750 и 1770. Дерево, масло. Государственный Эрмитаж, Санкт-Петербург
- Пейзаж со стаффажем. Ок. 1765. Холст, масло. Тирольский земельный музей, Инсбрук
- Большой пожар города ночью. Между 1748 и 1771. Дерево, масло. Австрийская галерея Бельведер, Вена